# Amegilla pseudobomboides
Amegilla pseudobomboides là một loài Hymenoptera trong họ Apidae. Loài này được Meade-Waldo mô tả khoa học năm 1914.